# Димитър Йовков
Димитър Йовков е български революционер, деец на Вътрешната македоно-одринска революционна организация.

## Биография
Йовков е роден в костурското село Загоричани, тогава в Османската империя, днес Василиада, Гърция. Влиза във ВМОРО и участва в Илинденско-Преображенското въстание през лятото на 1903 година. Емигрира в Свободна България и се установява в Бургас, където държи шкембеджийница „Новият Балкан“. Деец е на Бургаското македонско благотворително братство. При разкола в македонското революционно движение след убийството на генерал Александър Протогеров в 1928 година, в Братството заедно с Ставри Золумов е на страната на протогеровистите. Синовете му Васил и Илия Йовкови също са македонски активисти.